# Laterankirken
Laterankirken (San Giovanni in Laterano) er bispedømmet Roms domkirke og dermed pavens sæde, en del af Vatikanstaten og den katolske kirkes fornemste domkirke. Det har historiske årsager. Frem til pavernes ophold i Avignon (fra 1309) var Lateranpaladset lige ved kirken det pavelige palads. Først efter tilbagekomsten fra Avignon blev Vatikanet pavens opholdssted, og selv om Peterskirken er den største, er den ikke en domkirke.
Laterankirken kaldes ofte Alle kirkers mor, og på facaden står indskriften SACROSANCTA LATERANENSIS ECCLESIA OMNIUM URBIS ET ORBIS ECCLESIARUM MATER ET CAPUT (latin for: Den allermest hellige Laterankirke, for hele byen og verden moder- og hovedkirke). Kirken er viet til Jesus Kristus, Johannes Døberen og Evangelisten Johannes.
Kirken er en af de fire patriarkalbasilikaer (de fire største kirker i Rom: Peterskirken, Laterankirken, Santa Maria Maggiore og Sct. Paul uden for murene). I lighed med de andre har den en hellig port, som åbnes, når det hvert 25. år er jubelår. Pilgrimme, der går gennem porten efter at have skriftet deres synder, får fuld aflad.
Den første domkirke blev rejst under kejser Konstantin. Den blev ødelagt af vandalerne, og en ny blev rejst af pave Leo 1. ca. 460. Pave Sergius 3. (904–911) byggede den helt om, efter at et jordskælv havde forårsaget store skader. I 1308 blev den fuldstændig ødelagt af en brand, og flere efterfølgende paver stod for genopbygningen. Under arbejdet blev den igen totalskadet af brand i 1360. Nutidens basilika er med undtagelse af nogle mindre arbejder i det 19. århundrede resultatet af Francesco Borrominis arbejde før jubelåret 1650.
Apostlene Peters og Paulus' hoveder skal være bevaret i relikvarier i baldakinen over højalteret. I selve alteret er dele af en bordplade fra antikken indfældet. Den skal komme fra senator Pudens' hus, og Peter skal have fejret nadveren ved det.